# Midt- og Vestjylland
Midt- og Vestjylland opstod som en fælles betegnelse for Viborg Amt og Ringkøbing Amter i april 1974. Fra 2007 bruges betegnelse også for områder syd og sydøst for to tidligere amter.

## Baggrund
Mandag den 4. april 1961 gik Danmarks Radios første regionale udsendelser i luften. Thisted Amt hørte under den nordjyske region, mens Ringkøbing Amt og det daværende Viborg Amt hørte under den midtjyske region, der havde hjemsted i Århus. 
I april 1974 blev den midtjyske region delt i en vestjysk og en østjysk region. Den vestjyske region bestod af Ringkøbing og Viborg Amter, mens den østjyske region bestod af Vejle og Århus Amter. I 1981 blev Kanal 94, der dækkede Vejle Amt, udskilt fra den østjyske region. 
Den vestjyske region fik tilført det tidligere Thisted Amt og fik hjemsted i Holstebro. Man havde hidtil betragtet den østlige del af Viborg Amt (med Bjerringbro) som en del af Østjylland. Den nye regionalradio dækkede også de dele af Viborg amt, der ligger i Østjylland. Den nye regionalradio kom derfor til at hedde Radio Midt- og Vestjylland. Navnet understregede, at radioen ikke kun var for vestjyder. 

## Udviklingen siden 1974
Betegnelsen Midt- og Vestjylland blev hurtigt en del af dagligsproget i Viborg og Ringkøbing amter. Betegnelsen bruges nu i mange forskellige sammenhænge, – ofte forkortet til Midt og Vest eller bare Midtvest.

### Midt- og vestjyske jernbaner
I januar 2003 overtog Arriva helt eller delvist driften af en række midt- og vestjyske banestrækninger. 
Det drejer sig om de vestjyske strækninger Struer-Thisted, Struer-Skjern, Skjern-Esbjerg og Esbjerg-Bramming-Tønder. Arriva driver også Vestbanen ved Varde, mens Lemvigbanen drives af et lokalt selskab. 
Desuden driver Arriva helt eller delvist de midtjyske strækninger Århus-Langå-Struer og Skjern-Herning-Silkeborg-Skanderborg-Århus. 
DSB driver den midtjyske banestrækning Vejle-Holstebro.